# Договор о всеобъемлющем стратегическом партнёрстве между Россией и КНДР
Договор о всеобъемлющем стратегическом партнёрстве между Россией и КНДР был подписан 19 июня 2024 года в Пхеньяне президентом России Владимиром Путиным и лидером КНДР Ким Чен Ыном во время визита российского президента. 14 октября 2024 года Договор был внесён на ратификацию в Государственную думу РФ и одобрен 24 октября. 6 ноября документ ратифицировал Совет Федерации, 9 ноября — президент РФ Владимир Путин. 12 ноября указом Ким Чен Ына документ был утверждён.
5 декабря 2024 года после обмена ратификационными грамотами договор вступил в силу.
В документе содержатся 23 статьи, предусматривающие как расширение сотрудничества в различных стратегических сферах, таких как промышленность, экономика и наука, так и оказание военной помощи всеми имеющимися средствами в том случае, если одна из стран окажется в состоянии войны.
Договор о дружбе, добрососедстве и сотрудничестве между Российской Федерацией и КНДР от 9 февраля 2000 года утратил свою силу.

## Предыстория
В 1961 году был подписан первый договор о сотрудничестве СССР и КНДР, предусматривающий военное вмешательство Москвы в случае нападения на Северную Корею. В 2000 году был подписан новый пакт, включавший более слабые гарантии безопасности для обеих стран.
Дальнейшее укрепление дипломатических отношений между КНДР и Россией связано с военными действиями на Украине после 2022 года. У Российской Федерации возникла необходимость получения большого количества боеприпасов для артиллерийских орудий, произведённых в СССР, в то время как Северная Корея обладала огромными запасами артиллерийских снарядов советского образца и имела развитые промышленные мощности по их производству.
В конце июля 2023 года КНДР посетил российский министр обороны Сергей Шойгу, который заявил об укреплении военных связей КНДР и РФ.
Следующий этап улучшения дипломатических отношений связан с российско-северокорейским саммитом в сентябре 2023 года, на котором лидер КНДР Ким Чен Ын встретился с президентом России Владимиром Путиным. Стороны договорились об экономическом сотрудничестве между странами.
16 ноября 2023 года по итогам двусторонних переговоров по экономике, науке и технологиям, Россия и КНДР подписали протокол о расширении сотрудничества во всех вышеупомянутых отраслях.
18 июня 2024 года появилась информация, что Владимир Путин посетит КНДР впервые с 2000 года. Президент РФ накануне своего визита в Северную Корею одобрил проект договора о всеобъемлющем стратегическом партнерстве Москвы и Пхеньяна.
По итогам визита 19 июня 2024 года был подписан «Договор о всеобъемлющем стратегическом партнерстве двух стран». Согласно заявлению Владимира Путина, документ не исключает развития военно-технического сотрудничества с Северной Кореей и предусматривает оказание взаимной помощи в случае агрессии против одного из участников соглашения. Глава КНДР Ким Чен Ын назвал подписанный в ходе визита договор миролюбивым, носящим исключительно оборонительный характер.

## Содержание
Договор состоит из преамбулы и 23 статей. В рамках данного соглашения предусматривается осуществление межгосударственного взаимодействия по ряду ключевых направлений: политической координации, торгово-экономическим отношениям, инвестициям, а также совместному обеспечению безопасности сторон.
Во вступлении указывается, что государства намерены выстроить «межгосударственные отношения новой эпохи», способствующие «процветанию и благополучию народов двух стран».
Статья 3 договора предусматривает, что при возникновении прямой угрозы вооружённого вторжения страны должны незамедлительно начать двусторонние переговоры для согласования позиций и дальнейших действий. Согласно статье 4 соглашения, в случае вооружённого вторжения и введения военного положения одной из сторон, другая сторона обязана предоставить военную и другую помощь всеми доступными средствами в соответствии с законодательством стран и Уставом ООН.
В соответствии со статьей 5 Россия и КНДР принимают на себя обязательство воздерживаться от заключения каких-либо договоренностей с третьими странами, способных нанести ущерб государственному суверенитету и безопасности другой стороны. Участники соглашения обязуются предотвращать использование своих территорий третьими государствами в целях посягательства на независимость и безопасность друг друга.
Статья 8 обязывает стороны создать механизмы для усиления обороноспособности и предотвращения войны. Статья 10 направлена на развитие сотрудничества в научной сфере и области мирного атома. Статья 16 выражает позицию обеих стран о том, что односторонние принудительные меры экстерриториального характера являются незаконными и противоречат Уставу ООН и международному праву. Россия и КНДР берут на себя взаимное обязательство не поддерживать и не присоединяться к односторонним ограничительным мерам, вводимым третьими государствами в отношении любой из сторон договора.
В соответствии со статьей 23 договор является бессрочным.

## Последствия
По данным разведывательного управления Южной Кореи, 18 октября 2024 года КНДР направила в Россию контингент численностью 1 500 военнослужащих из подразделений специального назначения для участия в боевых действиях против Украины.

### Реакция
12 ноября 2024 года наблюдатели Euronews отметили, что ратификация договора в обеих странах может означать, что Северная Корея вскоре может официально вступить в войну между Россией и Украиной. Эксперт South China Morning Post Хао Нань заявил, что углубление Россией связей с Северной Кореей представляет собой попытку противостоять давлению Запада.
15 ноября 2024 года научный сотрудник Центра Вильсона Сон-Юн Ли заявил, что подписание договора вызывает тревогу в связи с возможной эскалацией войны.
16 ноября 2024 года Лидеры США, Южной Кореи и Японии в рамках саммита Азиатско-Тихоокеанского экономического сотрудничества осудили растущее военное сотрудничество между Северной Кореей и Россией.
18 ноября 2024 года представитель Южной Кореи в Великобритании Юн Ечхоль в интервью Newsweek заявил, что Сеул «поэтапно примет активные меры в зависимости от уровня военного сотрудничества между Москвой и Пхеньяном».
5 декабря 2024 года эксперты Moscow Times заявили, что Северная Корея позиционирует себя в российской военной экономике в качестве поставщика оружия, военной поддержки и рабочей силы.